# Wensin
Wensin là một đô thị ở huyện Segeberg, bang Schleswig-Holstein, Đức. Đô thị Wensin có diện tích 20,17 km², dân số thời điểm ngày 31 tháng 12 năm 2006 là 811 người.